# Province de Huasco
La province de Huasco est une province chilienne située au sud de la région d'Atacama. Elle a une superficie de 19 066 km2 pour une population de 66 491 habitants. Sa capitale provinciale est la ville de Vallenar, 43 750 habitants. Son gouverneur actuel est Magaly Varas Gonzalez.

## Communes
La province de Huasco est divisée en quatre communes :
- Vallenar ;
- Freirina ;
- Huasco ;
- Alto del Carmen.